# Егзомарс орбитер
Егзомарс орбитер (енгл. ExoMars Trace Gas Orbiter), или Егзомарс ТГО, је заједнички пројекат Европске свемирске агенције (Еса) и руске агенције Роскосмос у склопу којег је у марту 2016. ка Марсу упућен орбитер и сонда за демонстрацију слетања на површину планете, а све као део пројекта Егзомарс који је покренула Еса.
Егзомарс ТГО је ка површини упутио лендер Скјапарели, а затим ће наставити да из орбите истражи порекло метана у атмосфери Марса, као и других гасова, и тиме помогне при одабиру места на које ће 2020. године слетети Егзомарс ровер.

## Ток мисије
У децембру 2015. три теретна авиона Антонов Ан-124 употребљена су да се сва опрема из Француске пренесе до космодрома Бајконур. У склопу опреме је, поред самог орбитера и лендера, био и велики шатор који ће бити постављен у једну од зграда за финалну монтажу руског космодрома. Овај шатор неопходан је јер Бајконур не поседује просторију са пречишћеним ваздухом, односно просторију која одржава ниво честица прашине на довољно малом нивоу. Лендер и орбитер спојени су 18. фебруара, а три дана касније уследило је пуњење резервоара орбитера хидразином. Уследиле су последње провере две сонде након чега су 29. фебруара причвршћене за степен Бриз-М, а 2. марта су стављене у заштитни омотач ракете Протон. Неколико дана касније монтажа ракете-носача је завршена, а 11. марта је транспортована до лансирне рампе.
Пуњење горивом протекло је према плану само пар сати пре лансирања. Ракета Протон је 14. марта у 09.31.42 успешно полетела са лансирне рампе 200/39 космодрома Бајконур. Прве фазе лета протекле су номинално, а након гашења трећег степена горњи степен Бриз-М спровео је своје прво паљење мотора у трајању од 4,5 минута да би летелица достигла стабилну ниску Земљину орбиту; 94 минута касније мотор је поново упаљен на 18 минута како би се постигла елиптична орбита 270 x 5.800 км; треће паљење уследило је више од 4 сата по лансирању и трајало око 12 минута, након чега је постигнута орбита 300 x 21,000 км; четврто и последње паљење догодило се 10 сати и 19 минута по лансирању у трајању од 10 минута. Након овог паљења сонда Егзомарс одвојила се од степена Бриз-М, а контролори на Земљи су потврдили да је трајекторија добра и да су се соларни панели отворили.
На основу фотографија снимљених телескопима из Бразила и Јужне Африке поједини аматерски астрономи закључили су да се степен Бриз-М распао (експлодирао) по одвајању од сонде Егзомарс. Пошто Русија нема станице за праћење у јужној полулопти у то време није прикупљана телеметрија. Међутим, на конференцији за новинаре 31. марта 2016. директор Роскосмоса Игор Комаров изјавио је да је Хруничев примио телеметрију са степена Бриз-М и да се одвајање од сонде догодило по плану, а да су након тога успешно спроведена два додатна паљења како би се осигурало да не дође до контаминације.
Половином јуна 2016. сонда је својом камером први пут снимила своју дестинацију, Марс, са удаљености од преко 40 милиона километара.
Орбитер је 28. јула упалио свој главни мотор (потиска 424 N) како би извршио корекцију путање ка Марсу. Сагоревање је трајало 52 минута чиме је брзина сонде промењена за 326,497 m/s.
Као што је било планирано, Скјапарели се 16. октобра 2016. одвојио од орбитера и наставио прво ка Марсу, док је орбитер спровео паљење мотора како би избегао планету и ушао у њену орбиту. Три дана касније орбитер је још једним сагоревањем у трајању од 139 минута успешно ушао у прелиминарну орбиту око црвене планете, док је са лендером изгубљен контакт око 50 секунди пред слетање. Орбитер ће у наредних годину дана (земаљских) помоћу аерокочења снизити орбиту до оперативне и планира се да крајем 2017. године отпочне са примарном мисијом.